# Frailes
Frailes – gmina w Hiszpanii, w prowincji Jaén, w Andaluzji, o powierzchni 40,34 km². W 2011 roku gmina liczyła 1723 mieszkańców.